# Ferdinando I Gonzaga (1614-1675)
Ferdinando Gonzaga (Castiglione delle Stiviere, 7 agosto 1614 – Castiglione delle Stiviere, 23 aprile 1675) è stato un nobile italiano, marchese di Castiglione.

## Biografia

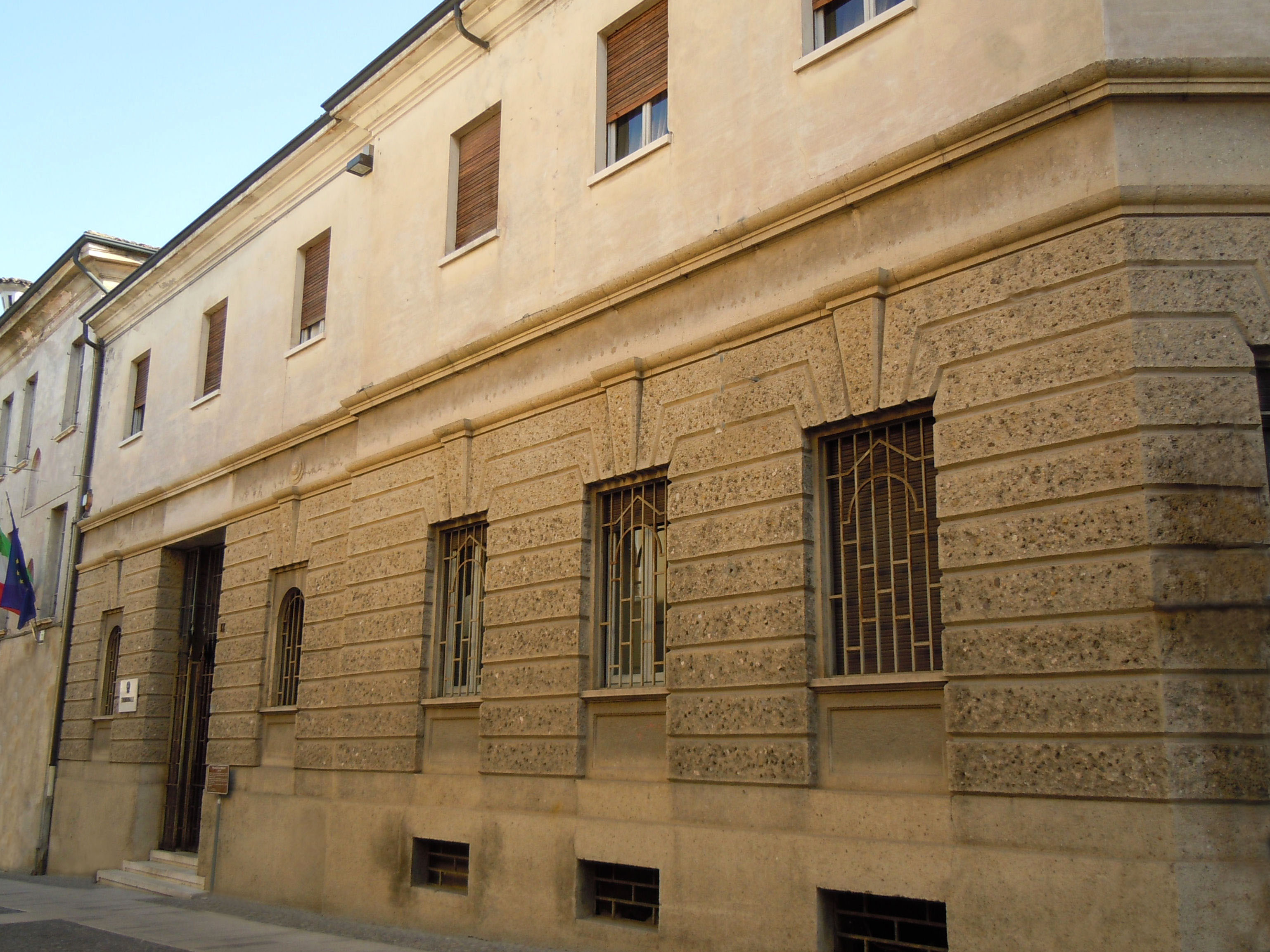
Castiglione delle Stiviere, Palazzo del Principe

Figlio di Francesco Gonzaga, terzo marchese di Castiglione e di Bibiana von Pernstein, era stato destinato a percorrere la carriera ecclesiastica, da lui non condivisa. Per questo fu mandato a Roma a compiere gli studi, sotto la protezione del cardinale Teodoro Trivulzio. Tornò a Castiglione nel 1630 e alla morte del fratello Luigi nel 1636 assunse il potere.
I primi anni di governo furono segnati dalle ostilità tra Gridonia Gonzaga e il cugino Carlo (1616-1680), signore di Solferino che durarono per parecchi anni.
La reggenza di Ferdinando fu povera di avvenimenti importanti e dotata di relativa tranquillità. Ferdinando era destinato a sposare la ricca Filiberta Madruzzo, ultima erede Madruzzo, che lo zio di lei, il potente vescovo Carlo Emanuele Madruzzo, voleva dare in sposa ad un fratello della sua amante Claudia Particella, figlia di un suo consigliere.
Sposò nel dicembre 1644 Olimpia Sforza Visconti (1628-?), figlia di Giampaolo marchese di Caravaggio e di Maria Aldobrandini.

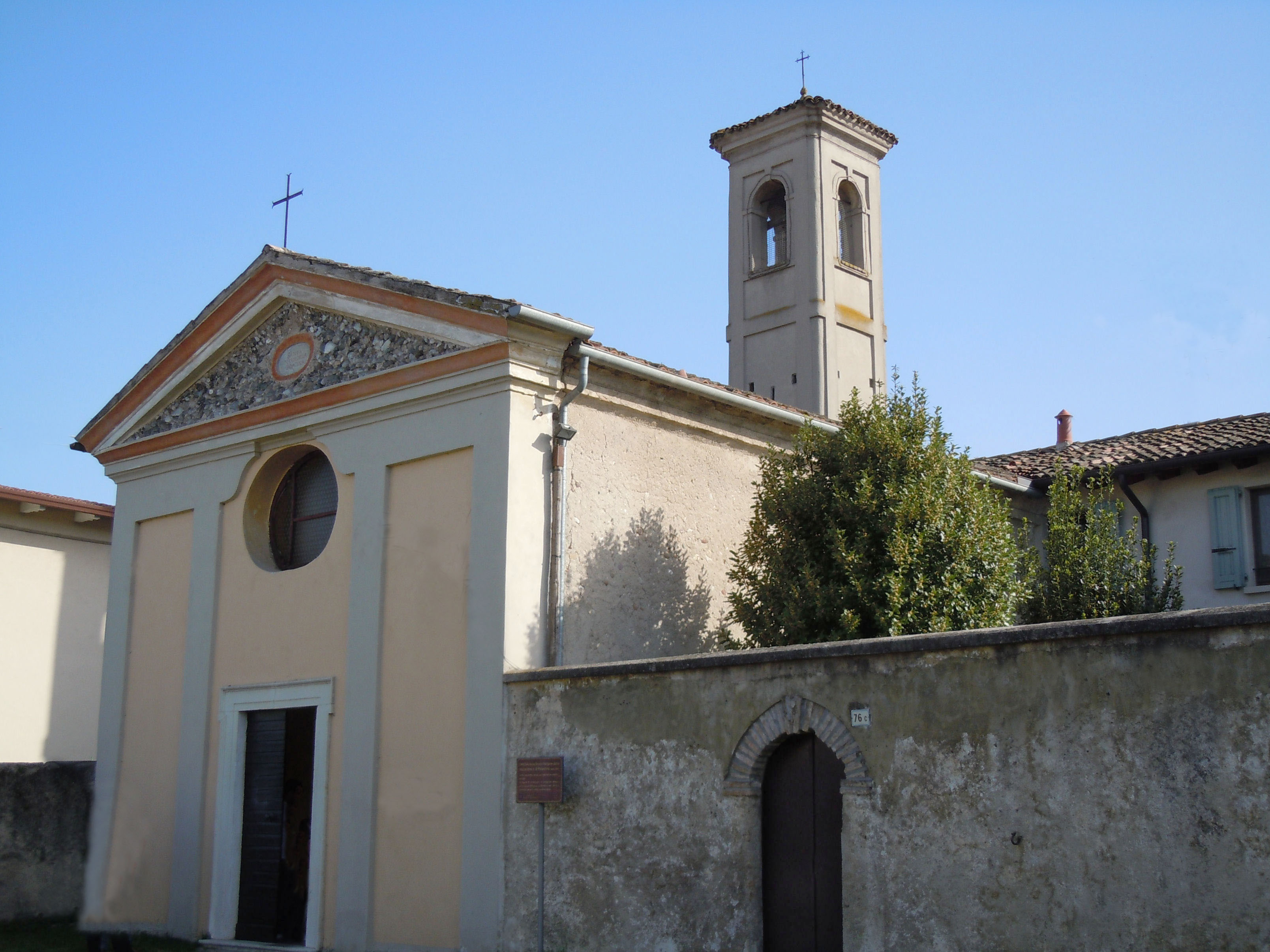
Castiglione delle Stiviere, chiesa della Palazzina

Principe colto, amava la letteratura e soprattutto studiò l'astronomia, intrattenendo rapporti epistolari con il gesuita Athanasius Kircher, studioso della materia, fino al 1670.
A Castiglione iniziò la coltivazione del baco da seta e sorsero i primi laboratori di filatura. Vennero erette le chiese del Rosario, di San Giuseppe e della Palazzina.
Nel 1667 venne scoperto un complotto per eliminare Ferdinando ordito dal cugino Carlo, ma l'azione fallì e Carlo finì in carcere per diciassette mesi.
Gli ultimi anni di Ferdinando furono segnati dalla malattia, la gotta, che portò il principe alla morte il 23 aprile 1675. Fu sepolto nella chiesa dei Cappuccini di Castiglione.
Gli succedette il cugino Carlo.

## Discendenza
Ferdinando ed Olimpia ebbero tre figli:
- Luigi (1646-1650);
- Bibiana (1650-1717), sposò Carlo Filiberto d'Este, 5º Marchese di Borgomanero e Porlezza e 3º Marchese di Santa Cristina
- Luigia Ludovica (1653-1715), sposò Federico II Gonzaga di Luzzara.

## Ascendenza
|                                  |                          |                                   | Genitori                       |  |  | Nonni |  |  | Bisnonni        |  |  | Trisnonni       |  |
|                                  |                          |                                   |                                |  |  |       |  |  | Aloisio Gonzaga |  |  | Rodolfo Gonzaga |  |
|                                  |                          |                                   |                                |  |  |       |  |  | Aloisio Gonzaga |  |  | Rodolfo Gonzaga |  |
|                                  |                          | Caterina Pico                     |                                |  |  |       |  |  | Aloisio Gonzaga |  |  |                 |  |
| Ferrante Gonzaga                 |                          |                                   |                                |  |  |       |  |  | Aloisio Gonzaga |  |  |                 |  |
|                                  |                          | Caterina Anguissola               | Gian Giacomo Anguissola        |  |  |       |  |  |                 |  |  |                 |  |
|                                  |                          | Caterina Anguissola               | Gian Giacomo Anguissola        |  |  |       |  |  |                 |  |  |                 |  |
|                                  |                          | Caterina Anguissola               | Angela Radini Tedeschi         |  |  |       |  |  |                 |  |  |                 |  |
| Francesco Gonzaga                |                          | Caterina Anguissola               |                                |  |  |       |  |  |                 |  |  |                 |  |
|                                  |                          | Baldassarre Tana                  | …                              |  |  |       |  |  |                 |  |  |                 |  |
|                                  |                          | Baldassarre Tana                  | …                              |  |  |       |  |  |                 |  |  |                 |  |
|                                  |                          | Baldassarre Tana                  | …                              |  |  |       |  |  |                 |  |  |                 |  |
| Marta Tana                       |                          | Baldassarre Tana                  |                                |  |  |       |  |  |                 |  |  |                 |  |
|                                  |                          | Anna Della Rovere                 | …                              |  |  |       |  |  |                 |  |  |                 |  |
|                                  |                          | Anna Della Rovere                 | …                              |  |  |       |  |  |                 |  |  |                 |  |
|                                  |                          | Anna Della Rovere                 | …                              |  |  |       |  |  |                 |  |  |                 |  |
| Luigi Gonzaga                    |                          | Anna Della Rovere                 |                                |  |  |       |  |  |                 |  |  |                 |  |
|                                  | Giovanni IV di Pernstein | Guglielmo II di Pernstein         |                                |  |  |       |  |  |                 |  |  |                 |  |
|                                  | Giovanni IV di Pernstein | Guglielmo II di Pernstein         |                                |  |  |       |  |  |                 |  |  |                 |  |
|                                  | Giovanni IV di Pernstein | Johanka di Liblice                |                                |  |  |       |  |  |                 |  |  |                 |  |
| Vratislav von Pernstein          | Giovanni IV di Pernstein |                                   |                                |  |  |       |  |  |                 |  |  |                 |  |
|                                  |                          | Hedwig von Schellenberg           | …                              |  |  |       |  |  |                 |  |  |                 |  |
|                                  |                          | Hedwig von Schellenberg           | …                              |  |  |       |  |  |                 |  |  |                 |  |
|                                  |                          | Hedwig von Schellenberg           | …                              |  |  |       |  |  |                 |  |  |                 |  |
| Bibiana von Pernstein            |                          | Hedwig von Schellenberg           |                                |  |  |       |  |  |                 |  |  |                 |  |
|                                  |                          | García Manrique de Lara y Mendoza | …                              |  |  |       |  |  |                 |  |  |                 |  |
|                                  |                          | García Manrique de Lara y Mendoza | …                              |  |  |       |  |  |                 |  |  |                 |  |
|                                  |                          | García Manrique de Lara y Mendoza | …                              |  |  |       |  |  |                 |  |  |                 |  |
| Maria Manrique de Lara y Mendoza |                          | García Manrique de Lara y Mendoza |                                |  |  |       |  |  |                 |  |  |                 |  |
|                                  |                          | Isabel de Briceño y Arévalo       | Cristóbal de Briceño y Arévalo |  |  |       |  |  |                 |  |  |                 |  |
|                                  |                          | Isabel de Briceño y Arévalo       | Cristóbal de Briceño y Arévalo |  |  |       |  |  |                 |  |  |                 |  |
|                                  |                          | Isabel de Briceño y Arévalo       | Isabel della Caprona           |  |  |       |  |  |                 |  |  |                 |  |
|                                  |                          | Isabel de Briceño y Arévalo       |                                |  |  |       |  |  |                 |  |  |                 |  |